# Yngve Ekman
Nils Yngve Ekman, född 14 oktober 1925 i Sankt Johannes församling i Stockholms stad, död 17 februari 2008 i Varbergs församling i Hallands län, var en svensk militär.

## Biografi
Ekman avlade officersexamen vid Krigsskolan 1950 och utnämndes samma år till fänrik. Han befordrades till kapten 1963 och var 1963–1967 sektionschef vid staben i VI. militärområdet (1966 namnändrat till Övre Norrlands militärområde). År 1967 befordrades han till major och 1967–1969 tjänstgjorde han vid Norrlands trängregemente. Han befordrades 1969 till överstelöjtnant och var 1969–1970 chef för Kvartermästaravdelningen i Försvarsstaben, varpå han 1970–1972 tillhörde reserven. Åren 1972–1973 var han chef för Allmänna avdelningen vid Försvarsstaben och 1973–1974 chef för Organisationsavdelningen där. Han blev 1974 överstelöjtnant med särskild tjänsteställning, var 1974 kontingentschef i UNEF II och tjänstgjorde 1974–1976 vid Norrlands trängregemente, 1975–1976 som ställföreträdande regementschef. År 1976 befordrades han till överste, varpå han var chef för Företagsnämnden vid Arméstaben 1976–1979 och chef för Göta trängregemente 1979–1986.